# Abou al-Athir
Amr al-Absi, dit Abou al-Athir, est un djihadiste syrien.

## Biographie
Avant la guerre civile syrienne, Abou al-Athir passe cinq années dans la prison de Saidnaya.
En 2013, Abou al-Athir al-Absi dirige le Majlis Choura al-Moudjahidin et sa base est établie à Kafr Hamra, à une dizaine de kilomètres au nord-ouest d'Alep,. Selon un arrêt de la cour d'appel d'Anvers, le mouvement est « sans structure de commandement, sans système de discipline interne, incapable de contrôler un territoire, de définir une stratégie militaire ou d'exécuter des actions militaire lourdes ». Après le ralliement d'une centaine d'étrangers, il divise son mouvement en deux : un groupe constitué de combattants locaux et un autre constitué d'étrangers, qui prend le nom de Katiba al-Mouhajirine. Peu après la Katiba al-Mouhajirine fusionne avec d'autres groupes pour former Jaych al-Mouhajirine wal-Ansar. Parmi les hommes de la Katiba al-Mouhajirine figurent notamment Abdelhamid Abaaoud et Najim Laachraoui. 
En mars ou avril 2013, Abou al-Athir rencontre discrètement Abou Bakr al-Baghdadi à Kafr Hamra et rallie alors l'État islamique en Irak et au Levant. Peu après, il est désigné wali (gouverneur) de la province d'Alep. Mais en janvier 2014, l'EIIL est chassé d'Alep par les rebelles. Tenu responsable de la défaite, Abou al-Athir est destitué et est remplacé par Abou Lôqman.
Abou al-Athir est tué par une frappe aérienne début mars 2016,.